# ناحیه ورنن، شهرستان واشینگتن، ایندیانا
ناحیه ورنن، شهرستان واشینگتن، ایندیانا (به انگلیسی: Vernon Township, Washington County, Indiana) یک سکونتگاه مسکونی در ایالات متحده آمریکا است که در شهرستان واشینگتن واقع شده‌است.

## خصوصیات
ناحیه ورنن ۶۶۹ نفر جمعیت دارد و ۲۴۵ متر بالاتر از سطح دریا واقع شده‌است.